# Ihor Snournitsyne
Ihor Serhiïovytch Snournitsyne (en ukrainien : Ігор Сергійович Снурніцин) est un footballeur ukrainien né le 7 mars 2000 à Dokoutchaïevsk. Il joue au poste de défenseur avec le club de l'Olimpik Donetsk.

## Biographie

### En club
Il joue son premier match avec les pros le 15 avril 2018, contre le FK Oleksandriïa.

### En sélection
Avec les moins de 17 ans, il participe au championnat d'Europe des moins de 17 ans en 2017. Lors de cette compétition organisée en Croatie, il joue trois matchs, avec pour résultats deux défaites et un nul.
Avec les moins de 19 ans, il participe au championnat d'Europe des moins de 19 ans en 2018. Lors de cette compétition qui se déroule en Finlande, il ne joue qu'une seul match, contre l'Angleterre. Les Ukrainiens s'inclinent en demi-finale face au Portugal.
Par la suite, avec les moins de 20 ans, il dispute la Coupe du monde des moins de 20 ans en 2019. Lors du mondial junior organisé en Pologne, il ne joue qu'une seule mi-temps, face au Nigeria. Les Ukrainiens sont sacrés champions du monde en battant la Corée du Sud en finale.

## Statistiques
| Saison                | Club                  | Championnat           | Championnat | Championnat | Coupe(s) nationale(s) | Coupe(s) nationale(s) | Compétition(s) continentale(s) | Compétition(s) continentale(s) | Compétition(s) continentale(s) | Total | Total |
| Saison                | Club                  | Division              | M.          | B.          | M.                    | B.                    | Comp.                          | M.                             | B.                             | M.    | B.    |
| 2017-2018             | Olimpik Donetsk       | D1                    | 5           | 0           | -                     | -                     | -                              | -                              | -                              | 5     | 0     |
| 2018-2019             | Olimpik Donetsk       | D1                    | 14          | 0           | 1                     | 0                     | -                              | -                              | -                              | 15    | 0     |
| 2019-2020             | Olimpik Donetsk       | D1                    | 6           | 0           | -                     | -                     | -                              | -                              | -                              | 6     | 0     |
| Total sur la carrière | Total sur la carrière | Total sur la carrière | 25          | 0           | 1                     | 0                     | -                              | -                              | -                              | 26    | 0     |

## Palmarès
- Vainqueur de la Coupe du monde des moins de 20 ans en 2019 avec l'équipe d'Ukraine des moins de 20 ans